# Макларен, Брэндон Джей
Брэндон Джей МакЛарен (англ. Brandon Jay McLaren; род. 15 октября 1982, Ванкувер, Британская Колумбия) — канадский актёр кино и телевидения. Наиболее известен по роли Красного рейнджера К.П.Д Джека Лэндорса в телесериале Могучие рейнджеры: Космический патруль «Дельта».

## Карьера
Наиболее известен по второстепенным ролям в канадских и американских сериалах «Остров Харпера», «Быть Эрикой», «Убийство», «Грейсленд» и «Выкуп».
В 2015 получил премию Golden Maple Award за роль агента Джейса в сериале «Грейсленд».

## Фильмография
| Год       |    | Русское название                                | Оригинальное название            | Роль                            |
| --------- | -- | ----------------------------------------------- | -------------------------------- | ------------------------------- |
| 2003      | тф | Вашингтонский снайпер: 23 дня страха            | D.C. Sniper: 23 Days of Fear     | свидетель                       |
| 2004      | ф  | Скуби-Ду 2: Монстры на свободе                  | Scooby Doo 2: Monsters Unleashed | скейтер #2                      |
| 2004      | тф | Идеальная пара                                  | Perfect Romance                  | грубый студент                  |
| 2005      | с  | Могучие рейнджеры: Космический патруль «Дельта» | Power Rangers S.P.D.             | Джек Лэндорс / Красный рейнджер |
| 2006      | ф  | Она — мужчина                                   | She's the Man                    | Тоби                            |
| 2006      | с  | Тайны Смолвиля                                  | Smallville                       | Йенс                            |
| 2006      | с  | Блэйд                                           | Blade: The Series                | вампир                          |
| 2007      | тф | Зверь                                           | Hybrid                           | Эшмор                           |
| 2007      | ф  | Шрам 3D                                         | Scar                             | Говард                          |
| 2008      | ф  | Злость                                          | Vice                             | водитель                        |
| 2008      | тф | Йети                                            | Yeti: Curse of the Snow Demon    | Райс                            |
| 2008      | тф | Твари из бездны                                 | Troglodyte                       | Дрю                             |
| 2009      | с  | Кайл XY                                         | Kyle XY                          | Чад                             |
| 2009      | с  | Остров Харпера                                  | Harper's Island                  | Дэнни Брукс                     |
| 2009      | с  | C.S.I. Место преступления                       | CSI: Crime Scene Investigation   | Энтони Сэмюэлс                  |
| 2010      | ф  | Убойные каникулы                                | Tucker & Dale vs. Evil           | Джейсон                         |
| 2010      | ф  | Автоответчик: Удаленные сообщения               | Messages Deleted                 | парень                          |
| 2010—2011 | с  | Быть Эрикой                                     | Being Erica                      | Ленин                           |
| 2011—2012 | с  | Убийство                                        | The Killing                      | Беннет Ахмед                    |
| 2012      | с  | Рухнувшие небеса                                | Falling Skies                    | Джамил Декстер                  |
| 2012      | ф  | Самый страшный фильм 3D                         | Dead Before Dawn 3D              | Рикки «Даззл» Дарлингтон        |
| 2013      | ф  | Зажги меня                                      | Plush                            | Бутч Хопкинс                    |
| 2013—2015 | с  | Грейсленд                                       | Graceland                        | агент Дэйл Джейкс               |
| 2015      | с  | Мотив                                           | Motive                           | Ли Уорд                         |
| 2015      | с  | Руководство подруг к разводу                    | Girlfriends' Guide to Divorce    | Марко                           |
| 2016      | с  | Слэшер                                          | Slasher                          | Дилан Беннет                    |
| 2016      | с  | Чикаго в огне                                   | Chicago Fire                     | Дэнни Букер                     |
| 2017—2019 | с  | Выкуп                                           | Ransom                           | Оливер Йетс                     |